# Obirici
Obirici é a protagonista de uma lenda popular da cidade de Porto Alegre, especificamente do bairro Passo D'Areia. Em 1975, foram inauguradas uma estátua e um viaduto em homenagem à Obirici, no local onde teria acontecido o clímax da lenda, entre as avenidas Plínio Brasil Milano, Brasiliano Índio de Moraes e Assis Brasil.

## A Lenda
A lenda, contada pelo indígena Karaí Vicente e transformada em texto pelo cronista Antonio Vale Caldre Fião, é protagonizada por Obirici, filha favorita do cacique do grupo Tapimirim, que se localizava nas margens do rio Gravataí. Ela se apaixona pelo guerreiro Upatã, filho mais velho do cacique do grupo Tapiguaçu, que habitavam onde hoje é o morro Santa Tereza. Mas o guerreiro já estava comprometido com outra moça de sua aldeia.

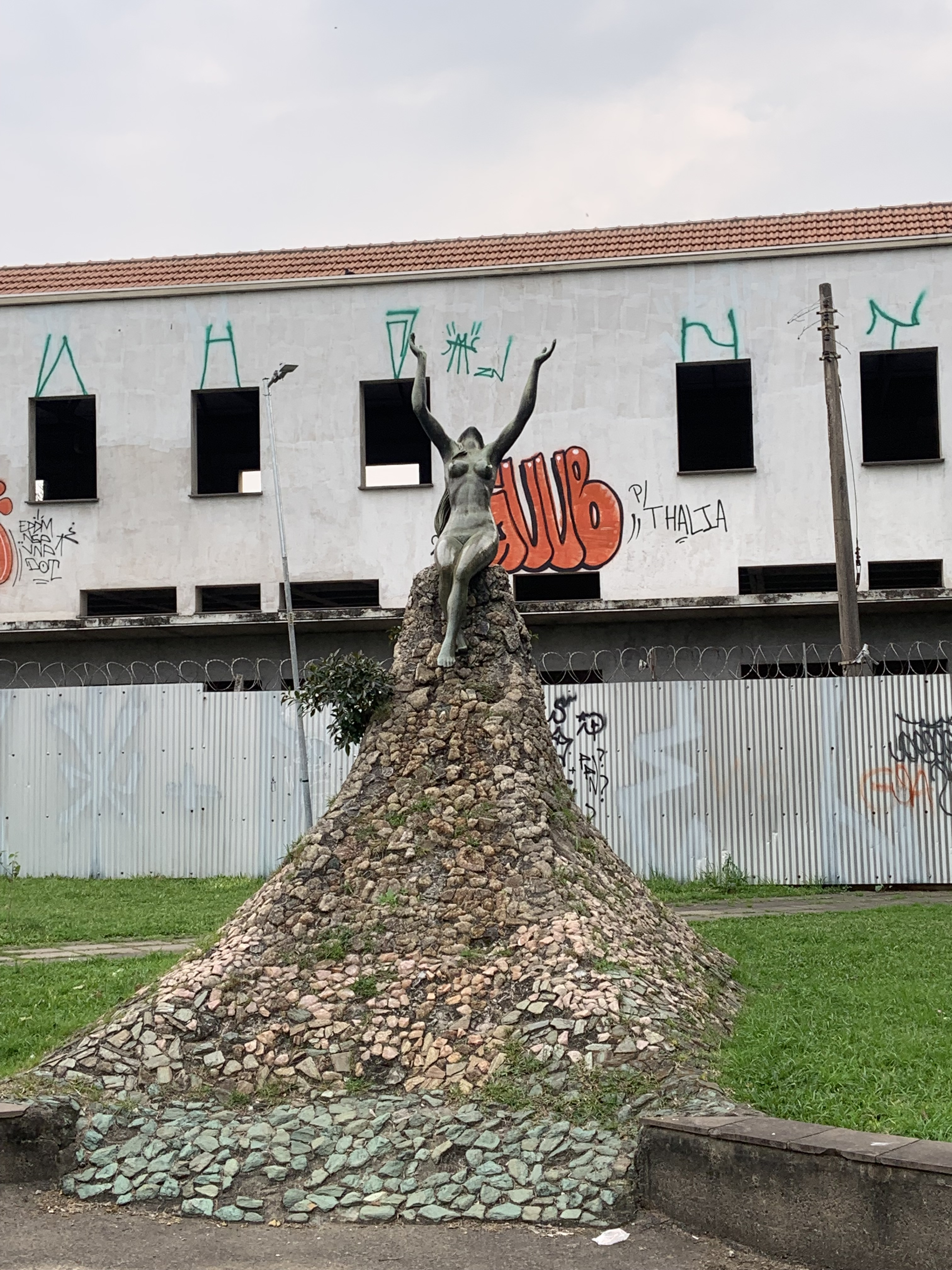
Largo da Estátua da Obirici

Para resolver o impasse, foi decidido que ambas moças fizessem uma competição de arco e flecha, quem acertasse o alvo 3 vezes se casava com Upatã. Ambas acertaram as duas primeiras vezes, mas na terceira vez, Obirici ficou nervosa e errou. Ao ser derrotada, ela caminhou por uma grande planície arenosa, se sentou embaixo de uma figueira e chorou por dias e noites.
Durante seus choros, ela ergueu os braços ao céu e implorou ao deus Tupã que viesse buscar ela. No entanto, quando Tupã chegou para buscá-la, suas lágrimas formaram um riacho que corria sobre a areia, e foi chamado de Ibicuiterã, ou “Rio da Areia”, que passa por baixo do atual bairro Passo d’Areia, e cujo nome do bairro foi inspirado.
Diz a lenda também que, quando as mulheres indígenas da região perdiam seus maridos nas guerras, iam até o rio Ibicuiterã para pedir consolo nas “lágrimas de Obirici”.
A lenda "As Lágrimas de Obirici" é considerada um dos bens culturais imateriais de Porto Alegre, dentro da categoria das Formas de Expressões, de acordo com a lei Nº 9.570, de 03 de agosto de 2004.